# Herman Daens
Herman Daens was van 2 september 2002 tot 1 september 2009 de procureur des Konings voor het gerechtelijk arrondissement Oudenaarde. Nadien werd hij terug benoemd tot substituut-procureur-generaal bij het Hof van Beroep te Gent, functie die hij ook voordien uitoefende. Hij zetelt tevens in het vast comité van het Comité P.
In april 2006 kwam hij in het nieuws naar aanleiding van zijn voorstel om een aantal misdrijven zoals caféruzies of kleine winkeldiefstallen niet meer door het parket te vervolgen.  Minister Patrick Dewael trad dit voorstel bij maar organisaties zoals UNIZO, de Unie van Zelfstandige Ondernemers, brachten er hevige kritiek op.
De procureur Herman Daens mag niet verward worden met de econoom Herman Daems.